# Dysstroma flavidula
Dysstroma flavidula là một loài bướm đêm trong họ Geometridae.